# Listă de filme australiene din 2013
Aceasta este o listă de filme australiene din 2013:

## Lista
| Titlu                  | Regizor                       | Actori                                                                                         | Gen                   | Note                                                          | Premiera      |
| ---------------------- | ----------------------------- | ---------------------------------------------------------------------------------------------- | --------------------- | ------------------------------------------------------------- | ------------- |
| Around the Block       | Sarah Spillane                | Christina Ricci, Jack Thompson Damian Walshe-Howling, Matt Nable, Josh Quong Tart, Ruby Rose   | Drama                 | Arclight Films                                                | 01 ianuarie   |
| Blinder                | Richard Gray                  | Oliver Ackland, Angus Sampson, Bobby Morley, Anna Hutchison, Rose McIver                       | Drama                 | Revival Films                                                 | 07 martie     |
| Felony                 | Matthew Saville               | Jai Courtney, Melissa George, Joel Edgerton, Tom Wilkinson                                     | Thriller              | Roadshow Films                                                | 13 septembrie |
| Goddess                | Mark Lamprell                 | Ronan Keating, Magda Szubanski, Laura Michelle Kelly, Hugo Johnstone-Burt                      | Romance, Comedy       | Roadshow Films                                                | 14 martie     |
| The Great Gatsby       | Baz Luhrmann                  | Leonardo DiCaprio, Joel Edgerton, Tobey Maguire, Carey Mulligan, Isla Fisher, Amitabh Bachchan | Drama                 | Warner Bros. Bazat pe un roman omonim de F. Scott Fitzgerald  | 30 mai        |
| Love of My Life        | Michael Budd                  | Peter O'Brien, Diarmid Heidenreich, Michael Budd                                               | Horror                | Gravitas Ventures                                             | 08 noiembrie  |
| Mystery Road           | Ivan Sen                      | Aaron Pedersen, Ryan Kwanten, Tasma Walton, Hugo Weaving, Robert Mammone, Tony Barry           | Thriller              | Screen Australia                                              | 15 august     |
| Patrick                | Mark Hartley                  | Sharni Vinson, Rachel Griffiths, Charles Dance, Peta Sergeant                                  | Drama, Film de groază | Umbrella Entertainment Refacere a filmului omonim din 1978    | 27 iulie      |
| Red Obsession          | David Roach                   | Include interviuri cu vinificatori din întreaga lume                                           | Documentar            | Lion Rock Films                                               | 03 octombrie  |
| Return to Nim's Island | Brendan Maher                 | Matthew Lillard, John Waters, Bindi Irwin                                                      | Adventure, Fantastic  | Arc Entertainment Precedat de Nim's Island (2008)             | 28 martie     |
| The Railway Man        | Jonathan Teplitzky            | Nicole Kidman, Colin Firth Jeremy Irvine, Stellan Skarsgård                                    | Drama                 | Lions Gate Entertainment                                      | 26 decembrie  |
| Reverse Runner         | Jarrod Theodore, Lachlan Ryan | Dave Callan, Bruce McAvaney Steve Moneghetti                                                   | Comedy                | Pinnacle Films                                                | 21 februarie  |
| The Rocket             | Kim Mordaunt                  | Sitthiphon Disamoe, Loungnam Kaosainam, Suthep Po-ngam                                         | Drama                 | Red Lamp Films                                                | 29 august     |
| The Swimmer            | Giovanni Basso                | Tommaso Puccini, Daniel Wilkins, Adam T. Perkins, Olivia Charlotte                             | Drama                 | Magnet Films                                                  | 21 martie     |
| Tracks                 | John Curran                   | Mia Wasikowska                                                                                 | Drama                 | Transmission Films Bazat pe un roman omonim de Robyn Davidson | 10 octombrie  |
| Two Mothers            | Anne Fontaine                 | Naomi Watts, Robin Wright, Ben Mendelsohn, Xavier Samuel, Jessica Tovey                        | Drama                 | Gaumont Films                                                 | 14 noiembrie  |
| These Final Hours      | Zak Hilditch                  | Nathan Phillips, Angourie Rice, Jessica De Gouw                                                | apocalyptic thriller  | Roadshow Films                                                | 02 august     |
| The Turning            | Mai mulți                     | Colecție de povestiri de Tim Winton                                                            | Drama                 | Madman Entertainment                                          | 26 septembrie |